# Gallo (Tagliacozzo)
Gallo è una frazione del comune di Tagliacozzo (AQ), in Abruzzo.

## Geografia fisica
Il borgo è situato a 851 m s.l.m. su una collina posta alle falde del monte Faito. Il borgo sorge sul versante montuoso orientale dei piani Palentini confinando a nord con le località di Scanzano e Marano, a sud-sudest con Tagliacozzo e San Donato e ad ovest con Poggetello.
Dista circa 3,4 chilometri dal capoluogo comunale.

## Storia

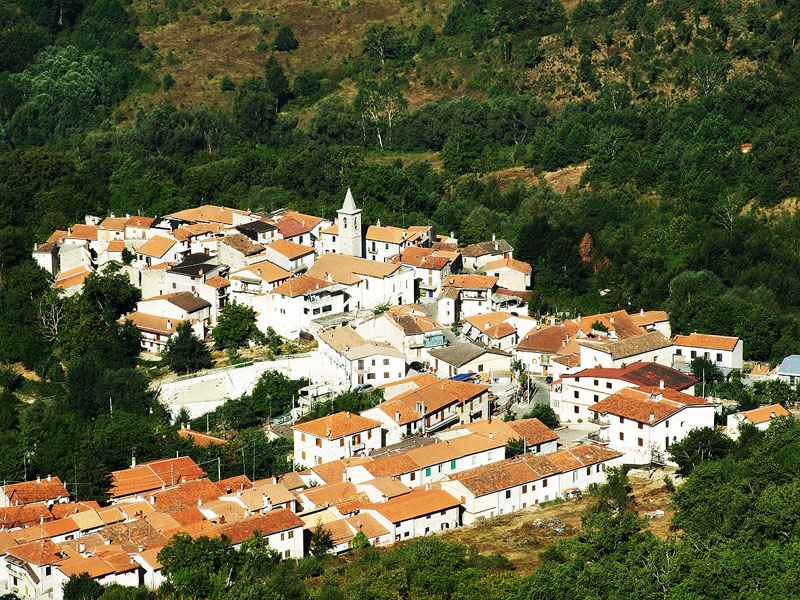
Panoramica di Gallo

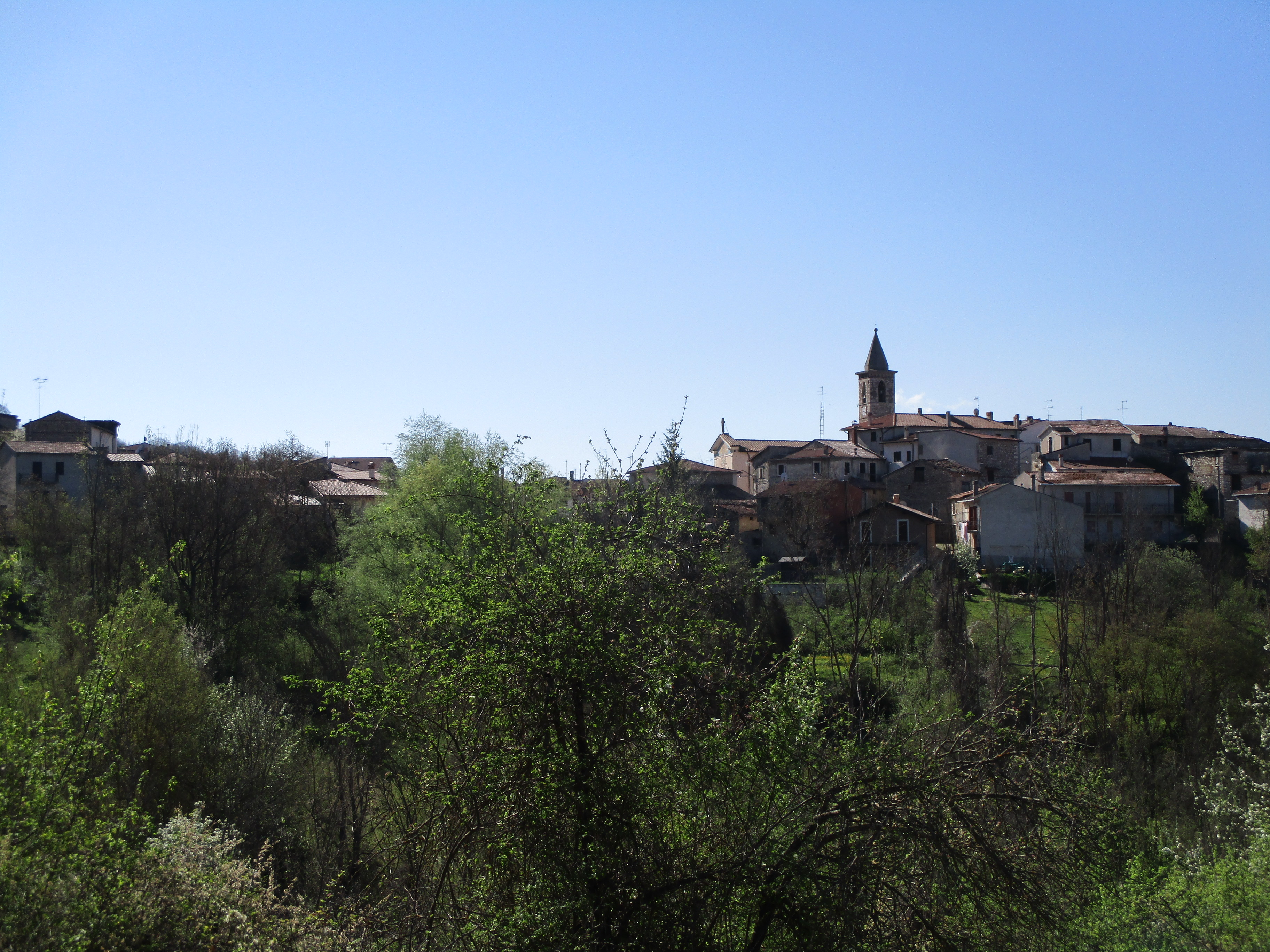
Spunto del paese

Nel XII secolo il toponimo "Gualdo" apparve nella bolla pontificia di Papa Clemente III che indicò tra i possedimenti della diocesi dei Marsi l'antica chiesa di San Silvestro nell'originario nucleo urbano, chiamato anticamente Gaudium.
In origine il borgo venne edificato in posizione più elevata e prossima al castello di San Donato alle pendici del monte Forcella. Il paese di Villa Gallo, toponimo medievale di origine ignota, venne abbandonato a seguito della peste del 1656, l'epidemia che secondo alcuni storici si diffuse nel regno di Napoli dalla Sardegna, mentre altri ritennero che i primi focolai si registrarono in Etiopia o in Egitto. I pochi superstiti, prima abbandonarono e successivamente distrussero il vecchio borgo. Il paese venne riedificato su un colle ritenuto d'aria più salubre e situato più a valle in una posizione prossima all'antico tracciato della via Tiburtina Valeria.
Il borgo seguì le vicende storiche medievali della contea di Albe, venne dotato nel 1692 del catasto in cui risultano i toponimi delle località Cerquone, Cerreto, Fonte Scoccia, Fonticelle, Peschiola, Pianillo, Pratella, Salcito, Vigne che costituivano il suo territorio.
Prima dell'eversione feudale, periodo in cui insieme a tutto il ducato di Tagliacozzo il suo territorio era incluso tra i possedimenti della famiglia Colonna, Villa Gallo era un piccolo feudo che contava insieme alle ville di Tubione e Santa Maria 178 abitanti.
Incluso nel distretto di Avezzano dal 1811 il suo territorio fu interessato dal passaggio dei briganti che favorevoli alla dinastia borbonica nel regno di Napoli causarono rivolte e tumulti in tutto il territorio della Marsica prima e dopo l'Unità d'Italia. Nel XX secolo il terremoto del 1904 con epicentro nel territorio di Rosciolo e soprattutto il terremoto della Marsica del 1915 danneggiarono gravemente il patrimonio architettonico del borgo.

## Monumenti e luoghi d'interesse

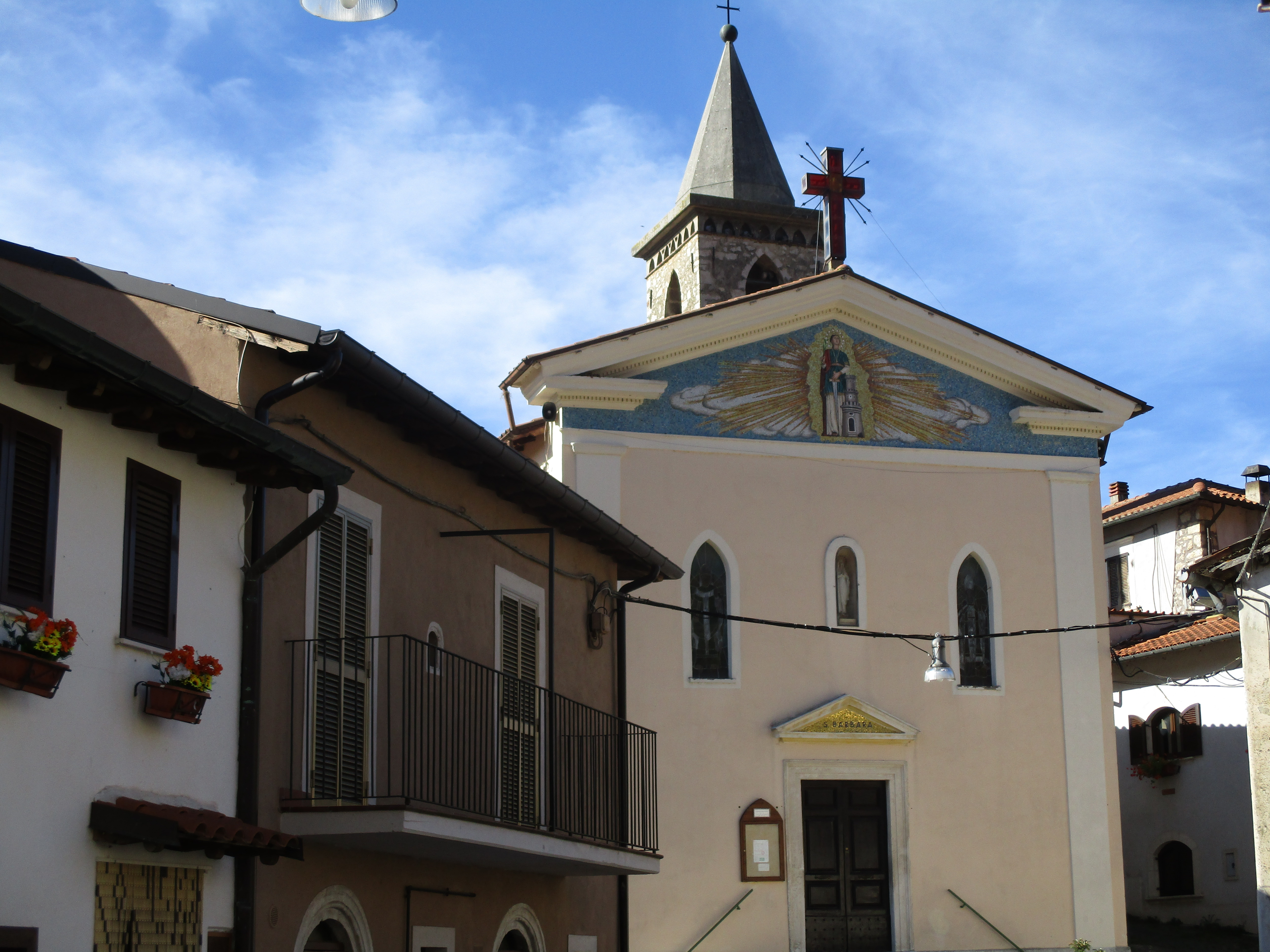
Chiesa di Santa Barbara

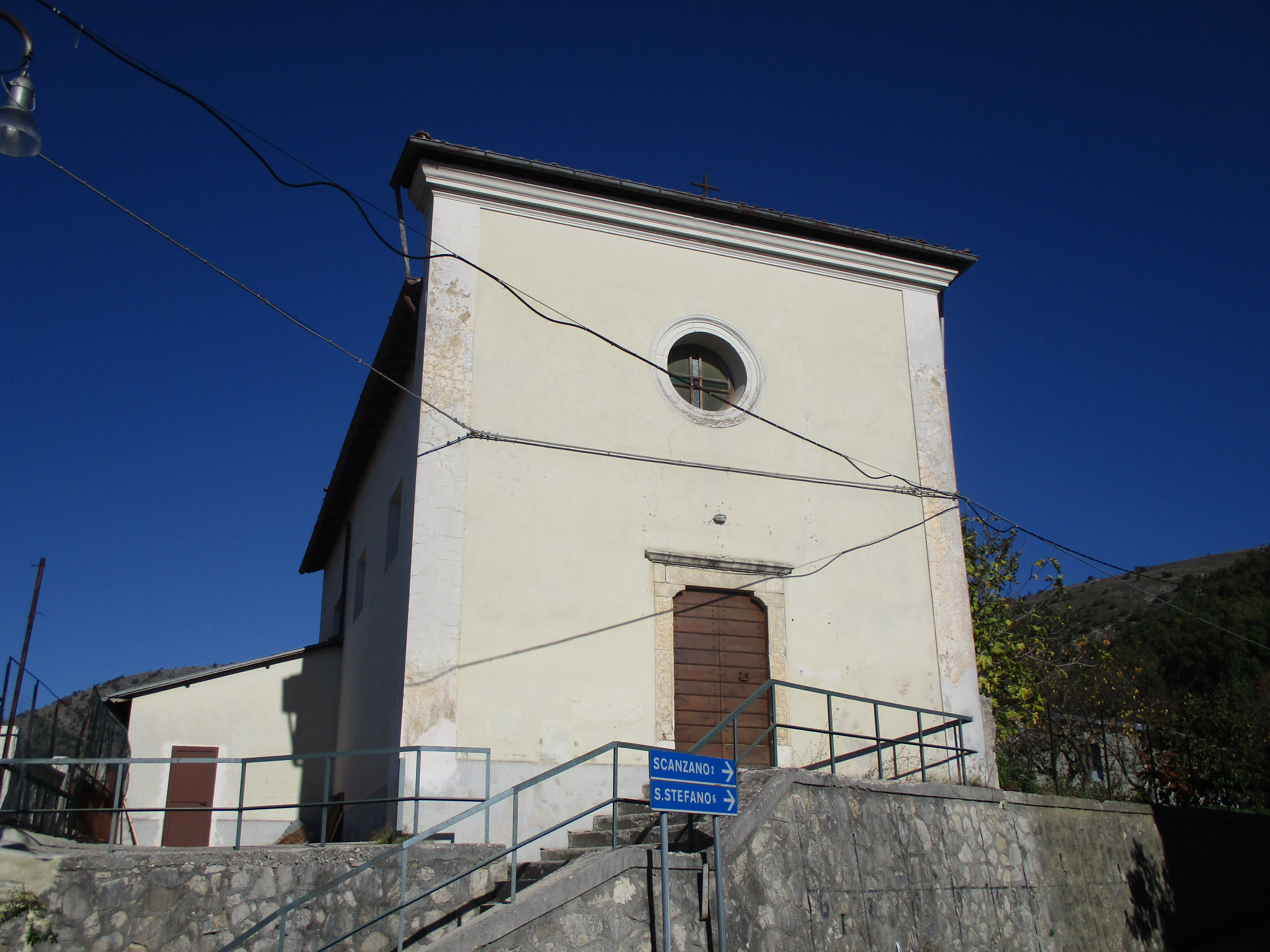
Chiesa di San Silvestro

### Architetture religiose
- Chiesa di Santa Barbara, in origine c'erano due chiese una con il nome contemporaneo, l'altra nota come chiesa di Santa Barbara Vergine e Martire. Edificata all'inizio del XX secolo venne gravemente danneggiata dal sisma del 1915[13][14].
- Chiesa di San Silvestro, risulta citata nella bolla papale di Clemente III del XII secolo con il nome di "Sancti Silvestri in Gualdo"[14][15].

### Siti archeologici
Nell'area adiacente alla contemporanea strada provinciale che collega Gallo alle frazioni di Santo Stefano e Poggio Filippo, alle falde dei monti Faito e Sant'Angelo, sono emersi i resti di insediamenti di epoca romana.

### Aree naturali
- Monte Faito
- Piani Palentini
- Imele

## Società

### Tradizioni e folclore
- Ultimo fine settimana di agosto feste patronali di sant'Emidio, san Silvestro e santa Barbara[18].
- La festa delle Tre Marie è una tradizionale processione che risalirebbe all'anno 1639. Le celebrazioni religiose vengono organizzate insieme agli abitanti dei borghi confinanti di San Donato e Poggio Filippo nell'ottava di Pasqua[19].

## Infrastrutture e trasporti

### Strade
La strada provinciale 23 collega il paese a Tagliacozzo e alla strada statale 5 Via Tiburtina Valeria. La strada provinciale 89 "Dorsale Palentina" lo collega al capoluogo comunale e a Sante Marie e sue frazioni.

## Sport

### Ippica
L'ippodromo dei Marsi, inaugurato nel 2003, si estende su un'area di circa 25 ettari prossima alla strada provinciale di Gallo per Tagliacozzo. La pista da gara è lunga circa 1150 metri e larga 25 metri.